# چریال
چریال (به ایتالیایی: Ceriale) یک کومونه در ایتالیا است که در استان ساونا واقع شده‌است.

## خصوصیات
چریال ۱۱٫۲ کیلومترمربع مساحت و ۵٬۷۶۵ نفر جمعیت دارد.

## خواهرخوانده
شهر سوچا بسکیتسکا خواهرخواندهٔ چریال هست.

## نگارخانه

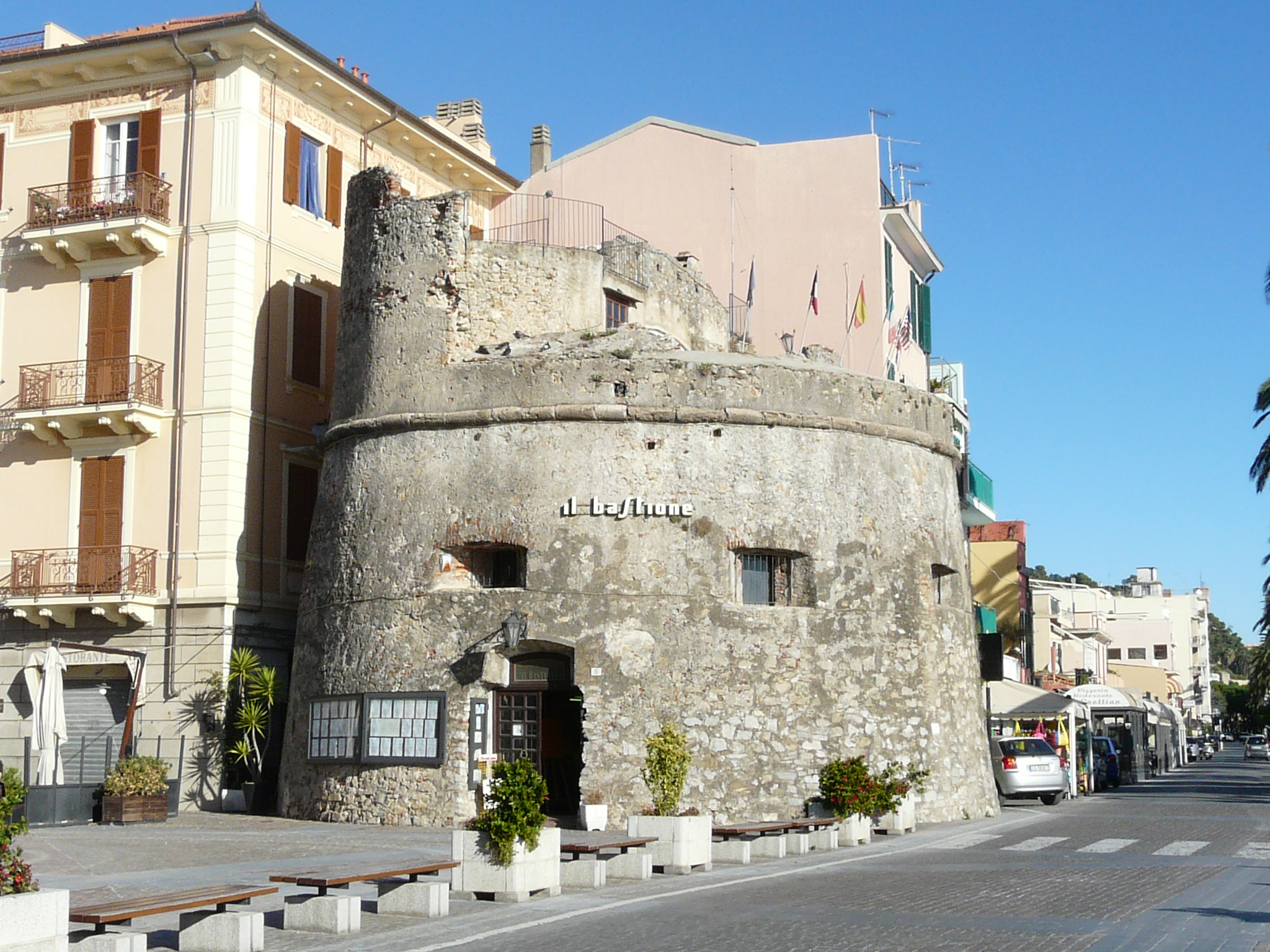
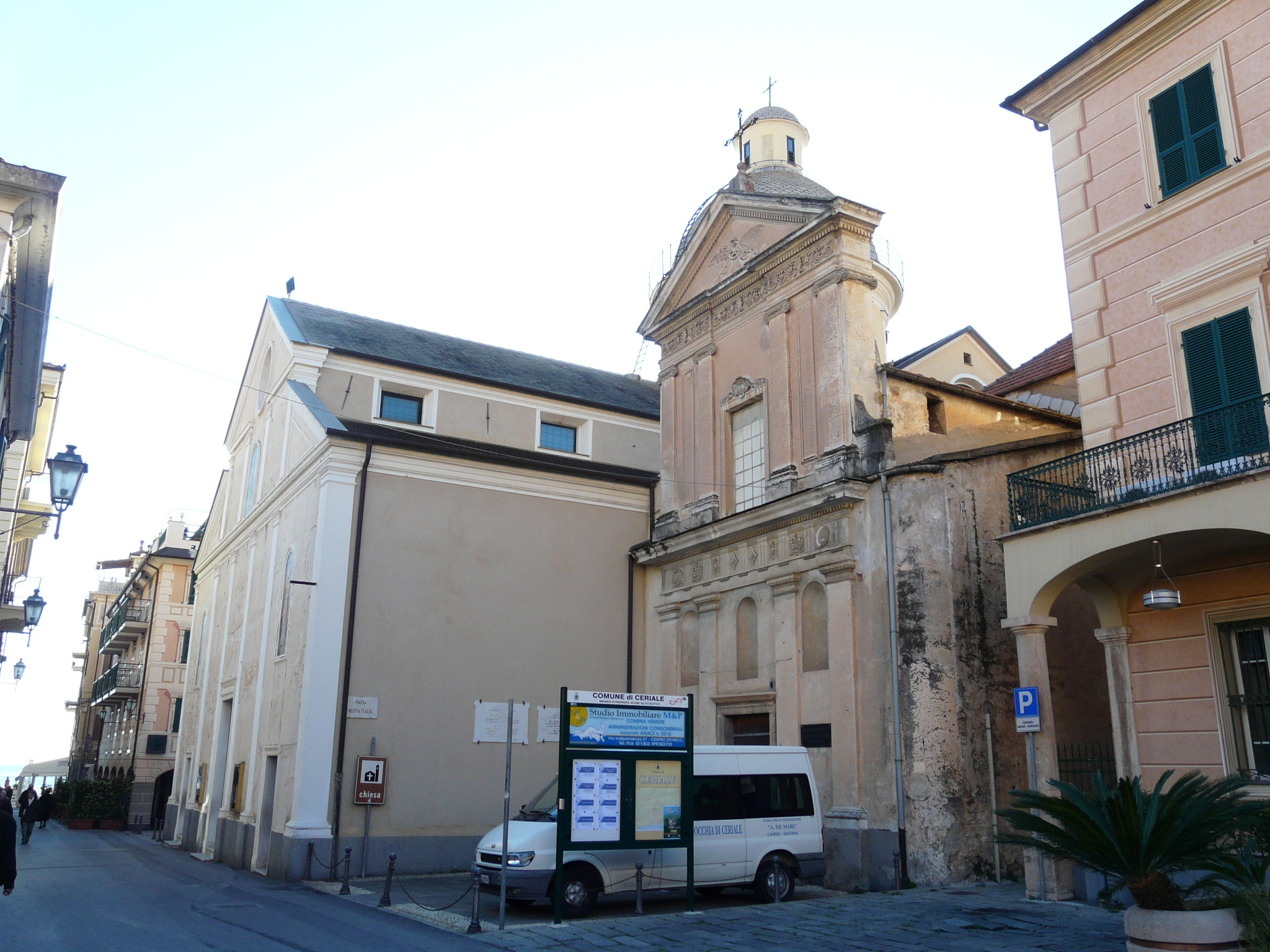
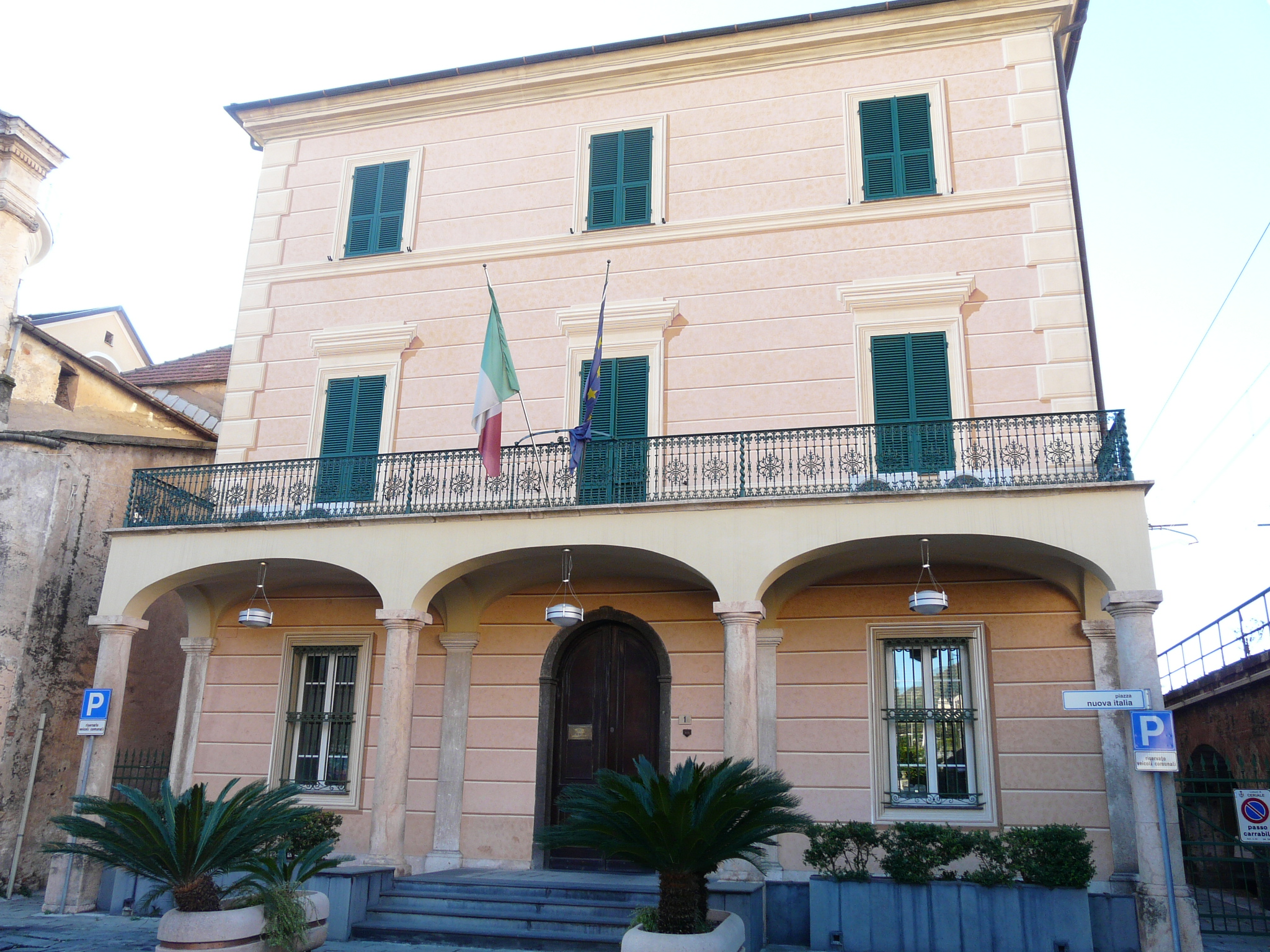
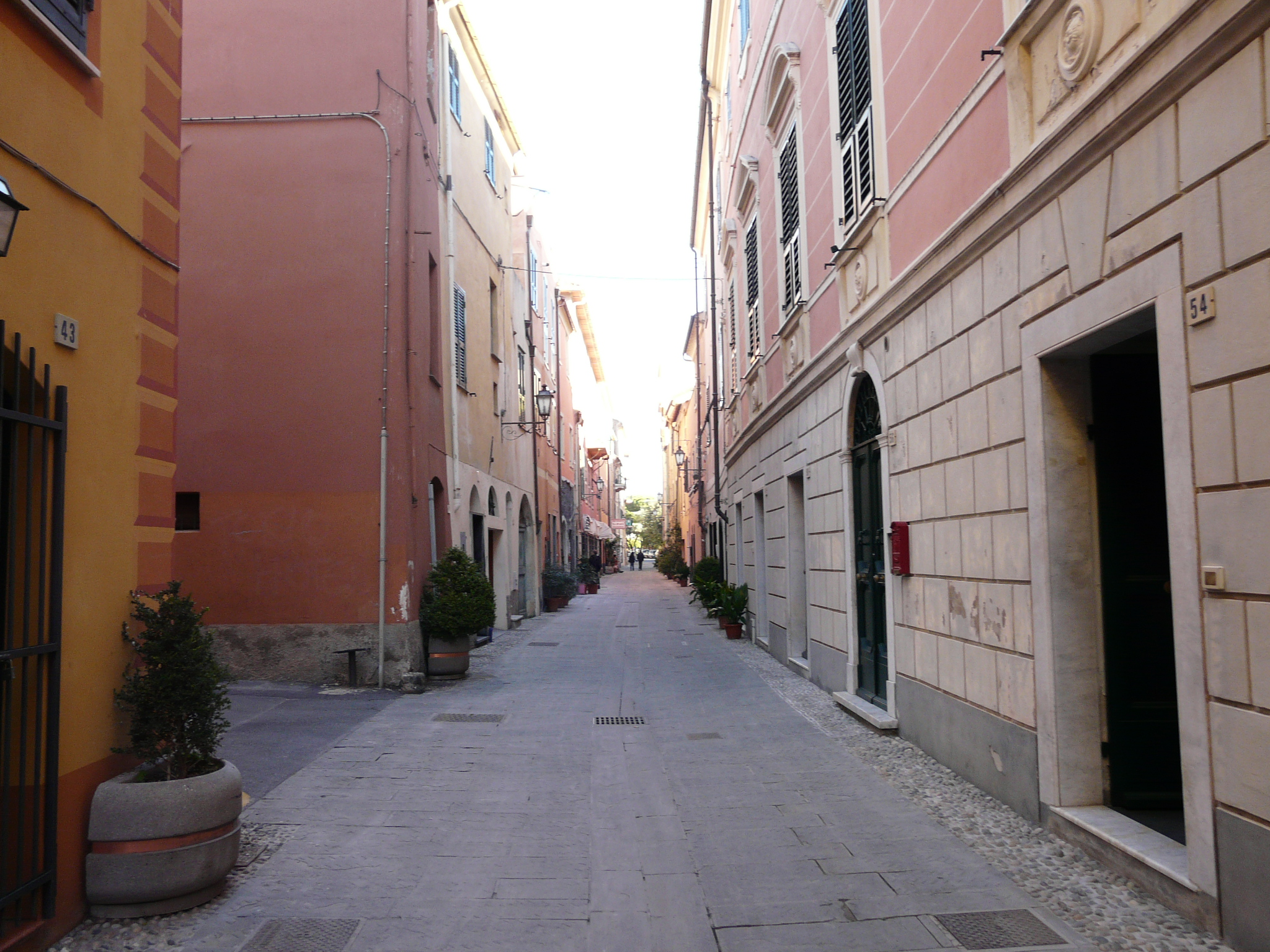
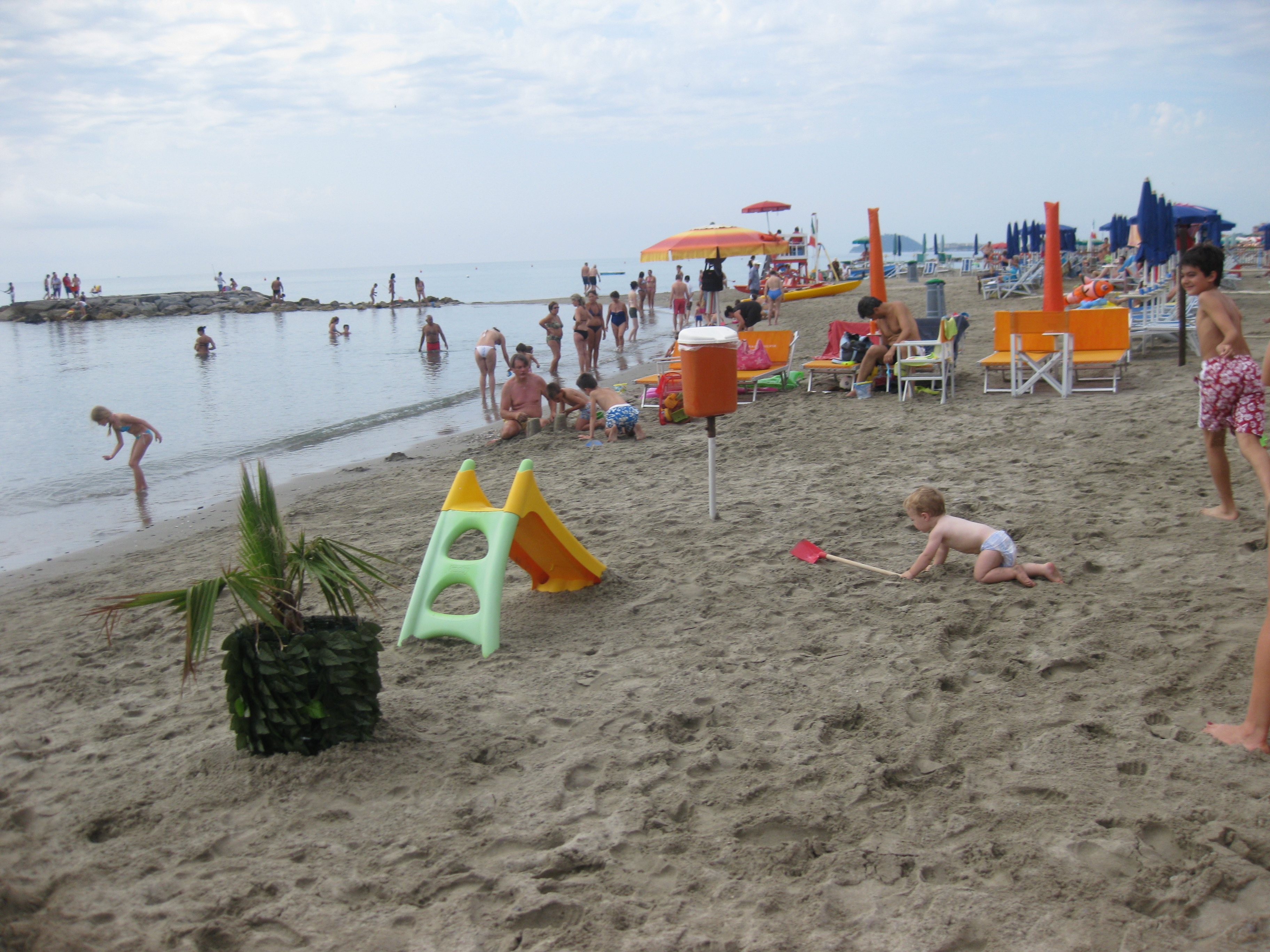
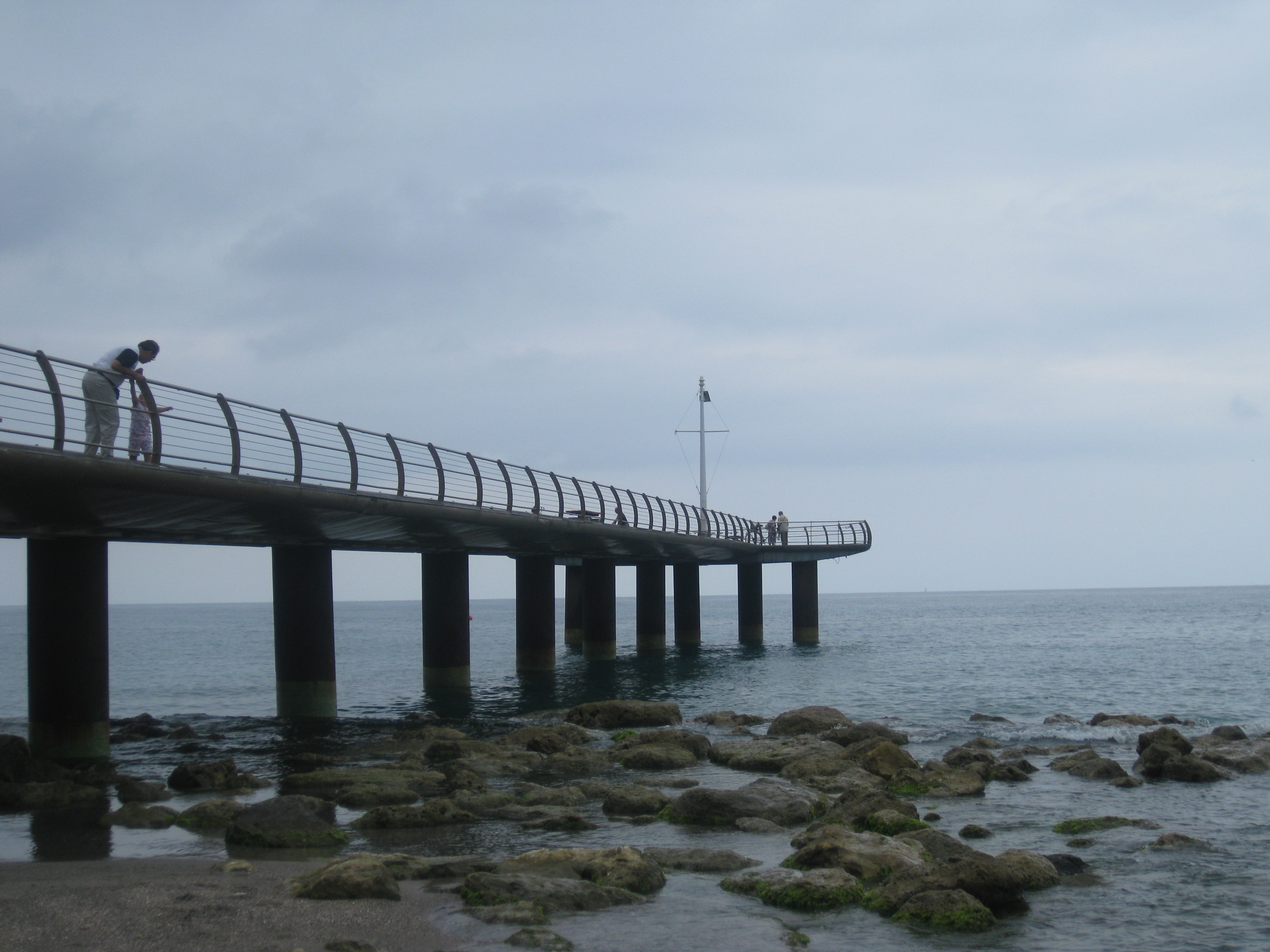
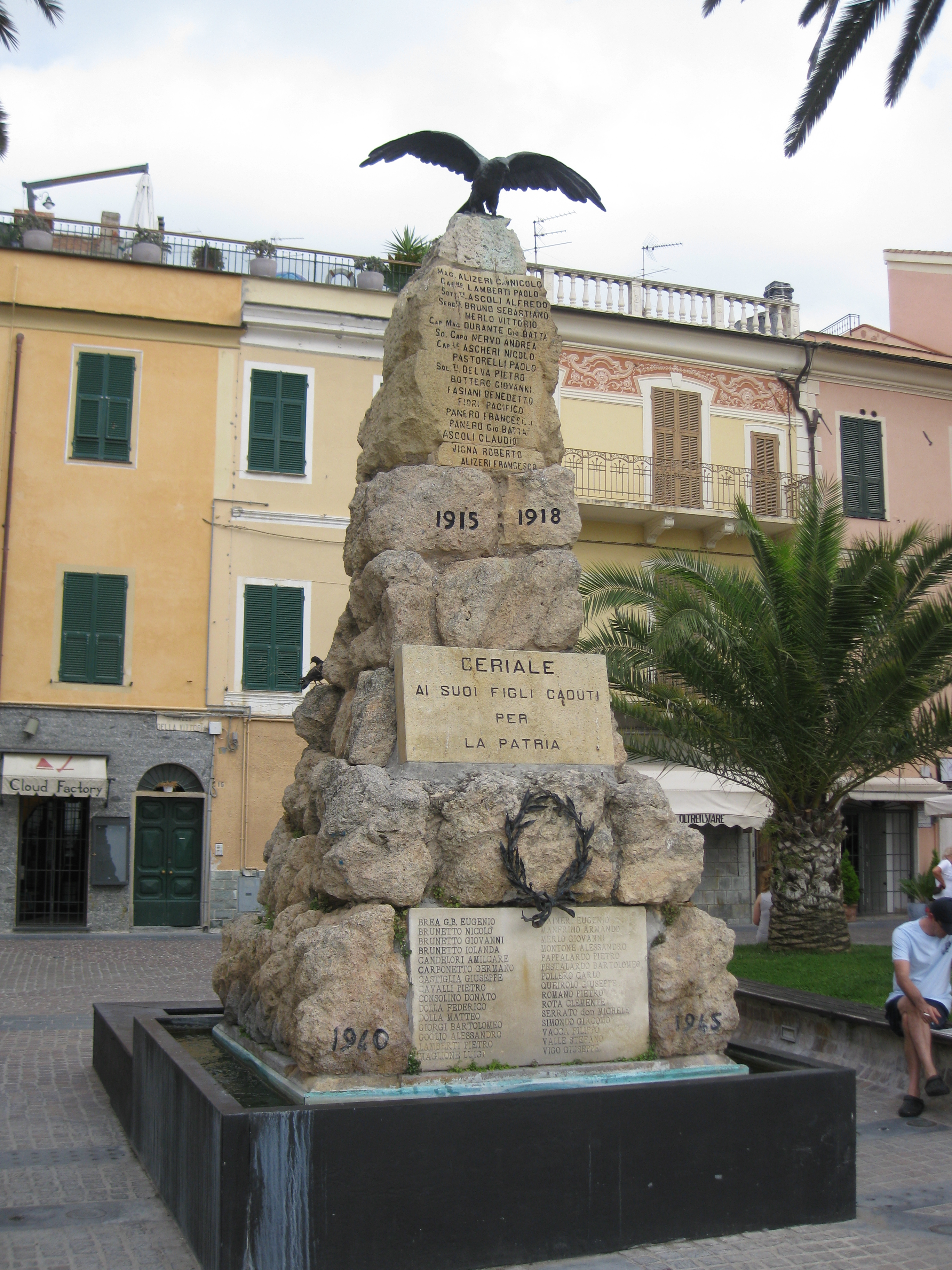
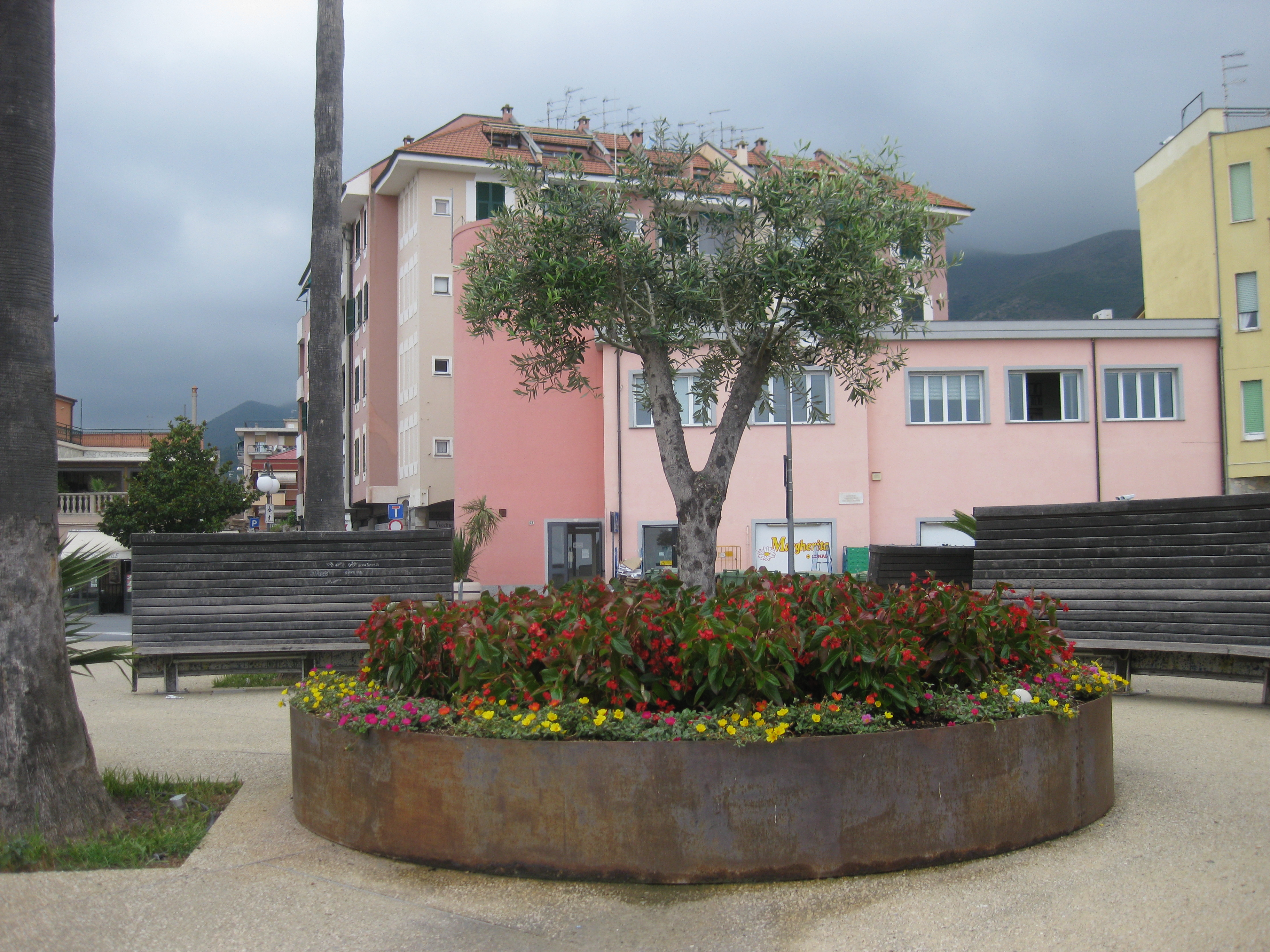
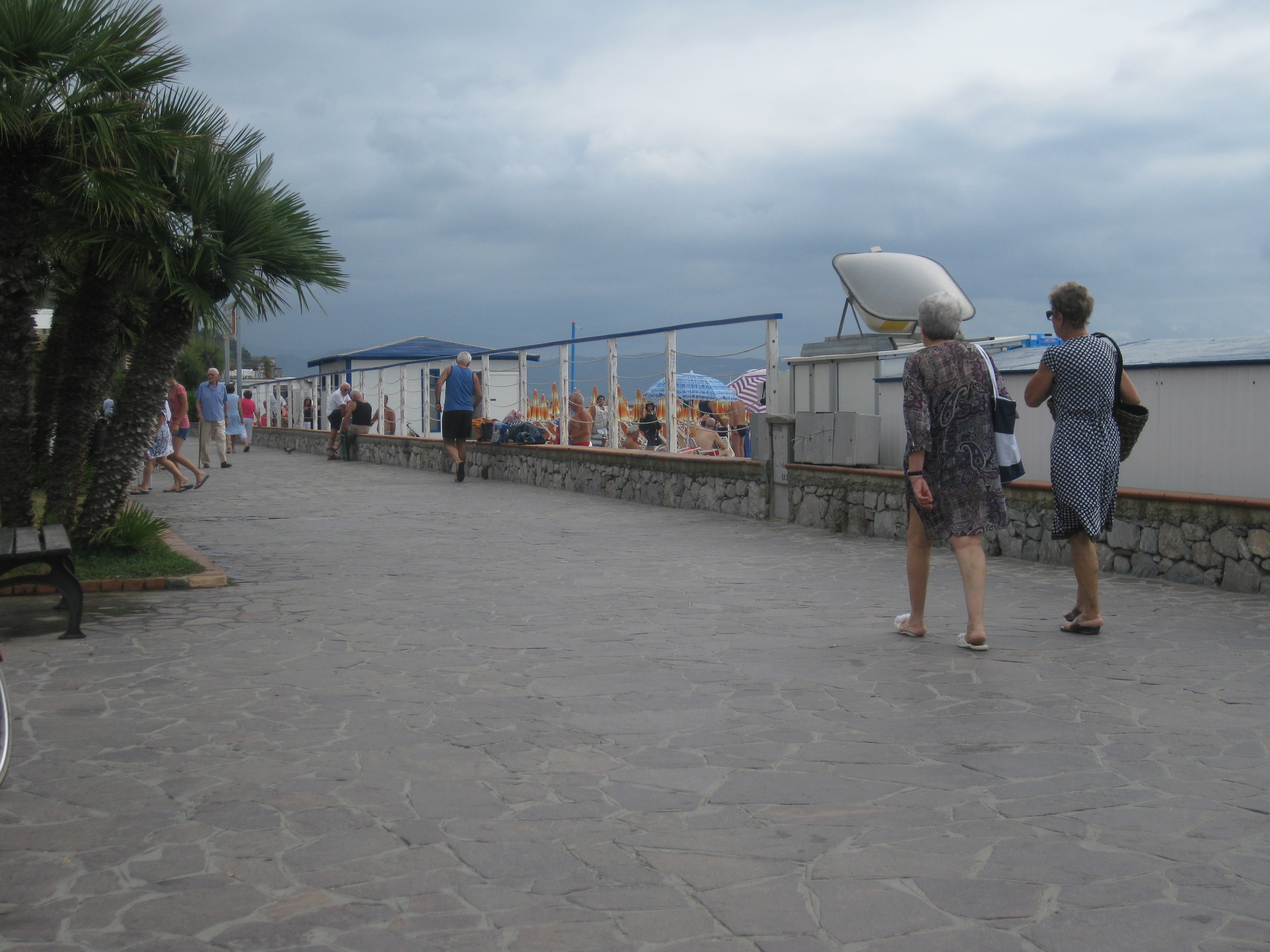
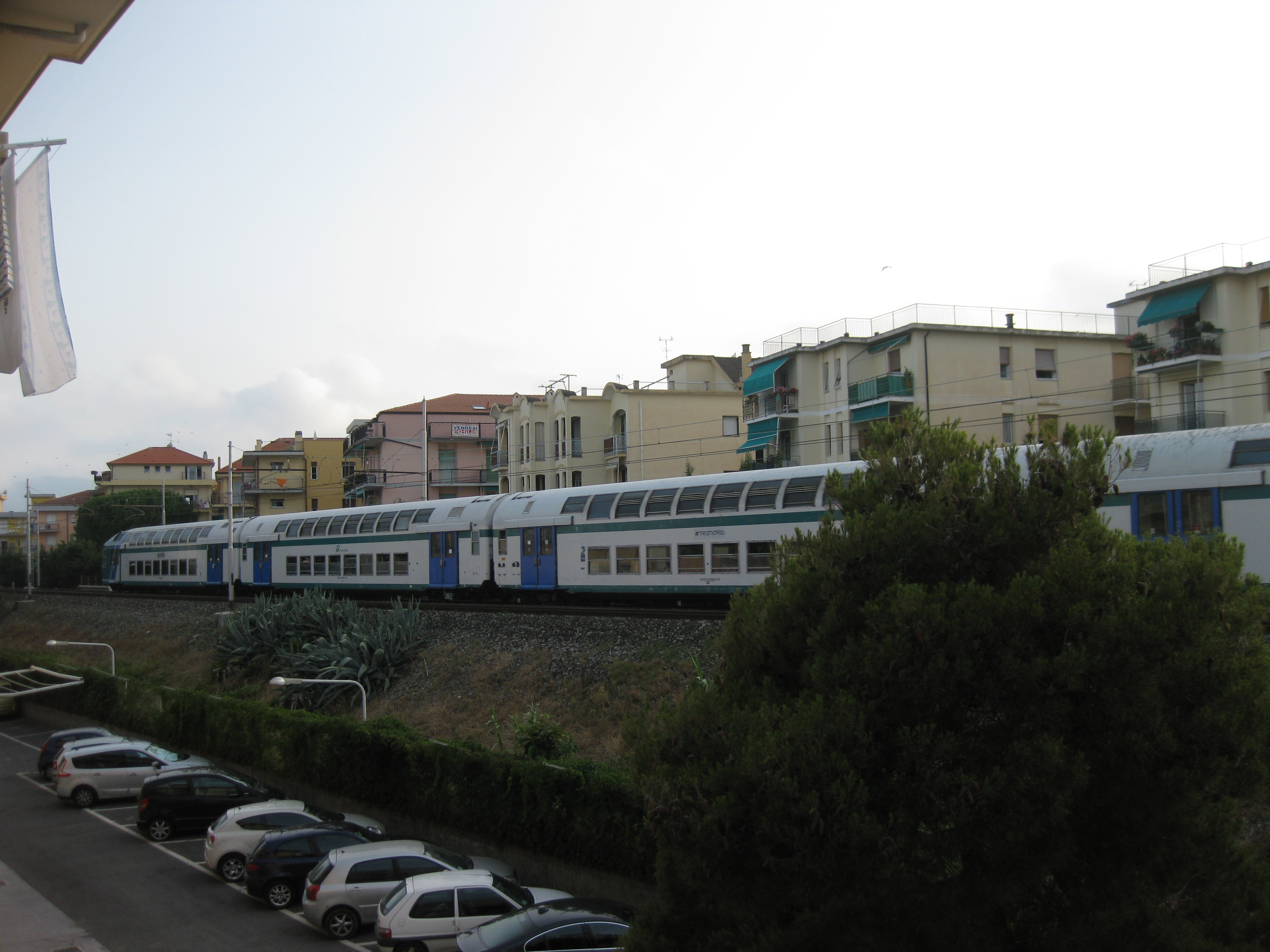